# Brzozówka (gmina)
Brzozówka (od 1973 Szastarka) – dawna gmina wiejska istniejąca do 1954 roku w woj. lubelskim. Siedzibą gminy była Brzozówka, a następnie Polichna.
Gmina Brzozówka wymieniona jest w Słowniku geograficznym Królestwa Polskiego jako jedna z 13 gmin powiatu janowskiego (stan na rok 1879). W 1874 roku do gminy Brozówka włączono obszar zniesionej gminy Stróża.
W 1919 roku gmina weszła w skład woj. lubelskiego. 17 lutego 1926 roku z części gminy Brzozówka (oraz z części gminy Chrzanów) utworzono gminę Batorz.
Do 1933 roku ustrój gminy Brzozówka kształtowało zmodyfikowane prawo zaborcze. Podczas okupacji gmina należała do dystryktu lubelskiego (w Generalnym Gubernatorstwie). Po wyzwoleniu powołano do życia Radę Narodową w Brzozówce na mocy statutu z dnia 1 stycznia 1944 roku. 9 sierpnia 1945 roku zniesiono powiat janowski a z jego obszaru utworzono powiat kraśnicki. Po wojnie przeniesiono też siedzibę gminy z Brzozówki do Polichny.
Według stanu z dnia 1 lipca 1952 roku gmina Brzozówka składała się z 25 gromad: Antolin, Blinów cz. I, Blinów cz. II, Brzozówka kolonia, Brzozówka wieś, Karpiówka, Kwiatkowice, Majdan Obleszcze, Moczydła Nowe, Moczydła Stare, Pasieka, Polichna Dolna kolonia, Polichna Dolna wieś, Polichna Górna kolonia, Polichna Górna wieś, Słodków cz. I, Słodków cz. II, Słodków cz. III, Struża kolonia, Struża wieś, Szastarka, Wierzchowiska cz. I, Wierzchowiska cz. II, Wojciechów kolonia i Wojciechów wieś.
Jednostka została zniesiona 29 września 1954 roku wraz z reformą wprowadzającą gromady w miejsce gmin. Po reaktywowaniu gmin z dniem 1 stycznia 1973 roku gminy o nazwie Brzozówka nie przywrócono, utworzono natomiast jej odpowiednik, gminę Szastarka.